# Shaun Taylor-Corbett
Shaun Michael Taylor-Corbett (Rockville Centre, Nueva York; 6 de octubre de 1978). Es conocido por su trabajo en Hi-5: USA, la versión americana de la serie infantil Hi-5.

## Biografía
Hijo del músico Michael Corbett y de Lynn Taylor, coreógrafa de Broadway, Shaun es ascendencia nativo americana. Tiene tres hermanas llamadas Hunter, Conner y Madison. En 2003 estuvo en el casting de Hi-5 y quedó por sus dones de baile y voz.
Antes de convertirse en actor Shaun obtuvo una licenciatura en relaciones internacionales en la Universidad de Delaware. Sorprendió a sus profesores por continuar sus estudios de actuación en RADA, el New York Public Theater y la Margie Haber Studios. Shaun recientemente terminó interpretando el papel de Sonny en el musical de Broadway «In the Heights». También fue visto en ese papel cuando el espectáculo juega en el teatro Pantages en Los Ángeles en 2010. Antes de eso , Shaun interpretó a sí mismo en la exitosa serie para niños Hi-5 (Discovery Kids/TLC) , y desempeño el papel de Juan de los altar boys off-broadway en Nueva York. Además de vivir y de actuar en Los Ángeles, Shaun también continua trabajando en su nativo americano de inspiración en el musical, Distant Thunder.  

## Hi-5
Su segmento era formas espaciales. Shaun exploraba la forma el color y los patrones utilizando cualquier material de la vida diaria. Shaun cumple el equivalente al de Nathan Foley en la versión original y al de Stevie Nicholson en la versión actual. En 2006 Shaun decidió salirse junto a Karla Cheatham-Mosley
de la banda para continuar su carrera.
También ha actuado en la obra musical Altar Boys desde 2006 a hasta mayo de 2007.

## Canciones como Solista
Shaun tiene en total 4 canciones como solista y estas son:
- Whatcha Do To Me (2004)
- Oh Love (2010)
- Another Love Song (2010)
- Can't Take My Eyes Off You (2014)

Nota: Whatcha Do To Me, Oh Love y Another Love Song están en incluidos en el Álbum Debut de Shaun llamado Young Love, lanzado en 2010, este estuvo disponible en Amazon.com pero lo dieron de baja y ya no está disponible.